# Фрицо, Ян Бедрих
Ян Бедрих Фрицо, немецкий вариант — Йоганн Фридрих Фрице (н.-луж. Jan Bjedrich Fryco, нем. Johann Friedrich Fritze, 20 сентября 1747 года, Голкойце, Лужица, Королевство Саксония — 15 января 1819 года, там же) — лютеранский священнослужитель, нижнелужицкий писатель, переводчик, демограф и филолог. Младший брат писателя Помгайбог Красталюба Фрицо.
Родился в 1747 году в семье лютеранского настоятеля в городе Кольквиц (Голгойце). До 1761 года обучался в гимназиях в Котбусе и Люббене. С 1767 по 1769 года изучал теологию в Галле, после чего возвратился в Лужицу, где до 1773 года служил ректором и архидьяконом в Фечау. С 1773 по 1778 года — настоятель в деревне Корень и с 1778 до 1808 года — настоятель в Кольквице.
В 1793 году издал на немецком языке «Wendische Grammatik» (Лужицкая грамматика" и словарь «Wendisches/Niedersorbisches Wörterbuch».
В 1808 году вышел на пенсию и проживал в родном городе, где скончался в 1819 году.
Сочинения
- Wendisches/Niedersorbisches Wörterbuch, 1793
- Wendische Grammatik, 1793
- Bože Pißmo Starego Testamenta, Kühn, Cottbus 1796; рукопись Bože Pißmo Starego Testamenta, часть 1, рукопись Bože Pißmo Starego Testamenta, часть 2)